# Blaptica gaucha
Blaptica gaucha es una especie de insecto blatodeo de la familia Blaberidae.

## Distribución geográfica
Se pueden encontrar en Brasil.